# Grodziec (gmina)
Grodziec – gmina wiejska w województwie wielkopolskim, w powiecie konińskim. W latach 1975–1998 gmina położona była w województwie konińskim.
Siedziba gminy to Grodziec.
Według danych z 30 czerwca 2004 gminę zamieszkiwało 5251 osób.

## Struktura powierzchni
Według danych z roku 2002 gmina Grodziec ma obszar 117,72 km², w tym:
- użytki rolne: 56%
- użytki leśne: 37%

Gmina stanowi 7,46% powierzchni powiatu.

## Demografia

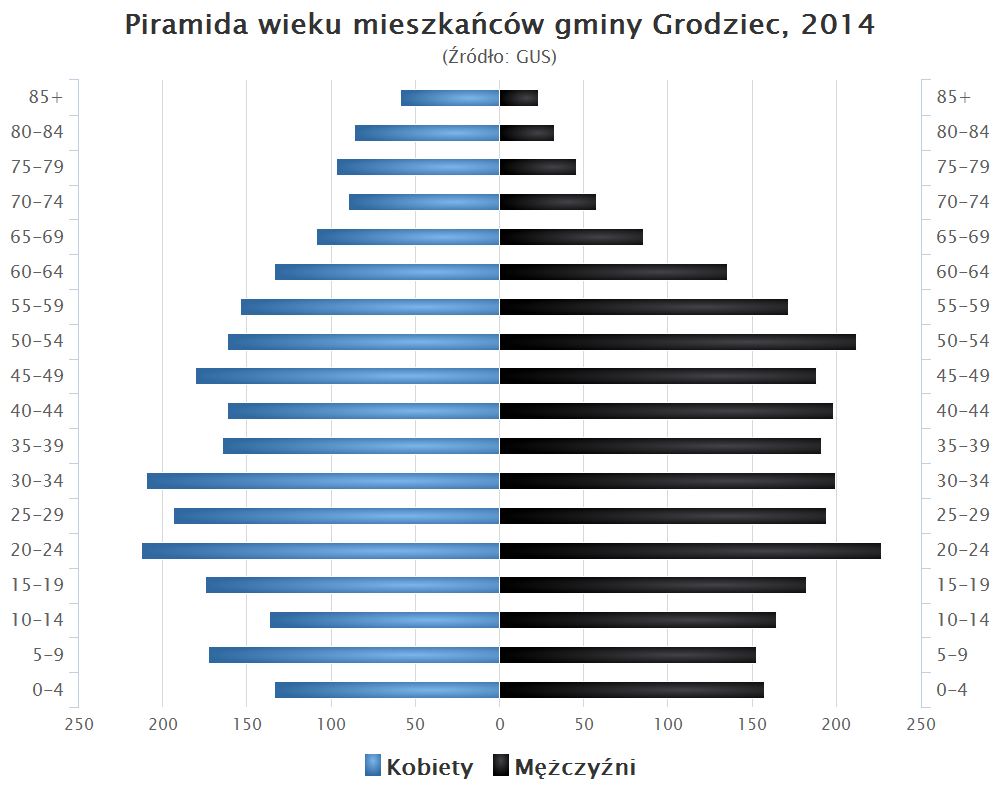
Piramida wieku mieszkańców gminy Grodziec w 2014 roku

Dane z 30 czerwca 2004:
| Opis                              | Ogółem | Ogółem | Kobiety | Kobiety | Mężczyźni | Mężczyźni |
| --------------------------------- | ------ | ------ | ------- | ------- | --------- | --------- |
| jednostka                         | osób   | %      | osób    | %       | osób      | %         |
| populacja                         | 5251   | 100    | 2649    | 50,4    | 2602      | 49,6      |
| gęstość zaludnienia (mieszk./km²) | 44,6   | 44,6   | 22,5    | 22,5    | 22,1      | 22,1      |

## Oświata
- Szkoła Podstawowa im. Marii Konopnickiej w Lipicach;
- Szkoła Podstawowa w Grodźcu;
- Szkoła Podstawowa w Biskupicach;
- Szkoła Podstawowa w Królikowie[4]

## Ochotnicza Straż Pożarna
- OSP Grodziec;
- OSP Królików;
- OSP Łagiewniki;
- OSP Lądek;
- OSP Biała;
- OSP Biskupice;
- OSP Nowa Ciświca;
- OSP Stary Borowiec;
- OSP Wielołęka;
- OSP Lipice[5][6]

## Koła Gospodyń Wiejskich
- Koło Gospodyń Wiejskich w Starych Grądach;
- Koło Gospodyń Wiejskich Sołectwa Junno;
- Koło Gospodyń Wiejskich w Królikowie Czwartym "K4";
- Koło Gospodyń Wiejskich Sołectwa Królików[7]

## Sołectwa
Biała, Biała Kolonia, Biskupice, Bystrzyca, Czarnybród, Grodziec, Janów, Junno, Królików, Królików Czwarty, Lądek, Łagiewniki, Nowe Grądy, Stara Ciświca, Stary Borowiec, Stare Grądy, Wielołęka, Zaguźnica.

## Pozostałe miejscowości
Aleksandrówek, Biskupice-Kolonia, Dziewin Mały, Konary, Królików (kolonia), Lipice, Mokre, Nowa Ciświca, Nowa Huta, Nowy Borowiec, Stara Huta, Stary Tartak, Tartak, Wycinki.

## Sąsiednie gminy
Blizanów, Chocz, Gizałki, Rychwał, Rzgów, Stawiszyn, Zagórów